# Raión de Bershad
Raión de Bershad (en ucraniano: Бершадський район) es un antiguo raión o distrito de Ucrania en el óblast de Vinnytsia. 
Comprende una superficie de 1285,83 km².
La capital fue la ciudad de Bershad.

## Demografía
Según estimación 2010 contaba con una población total de 63285 habitantes.

## Otros datos
El código KOATUU es 520400000. El código postal 24400 y el prefijo telefónico +380 4352.